# Safari
För webbläsaren Safari, se Safari (webbläsare). För flygplanet, se Saab Safari. För fotbollsspelaren, se Behrang Safari.

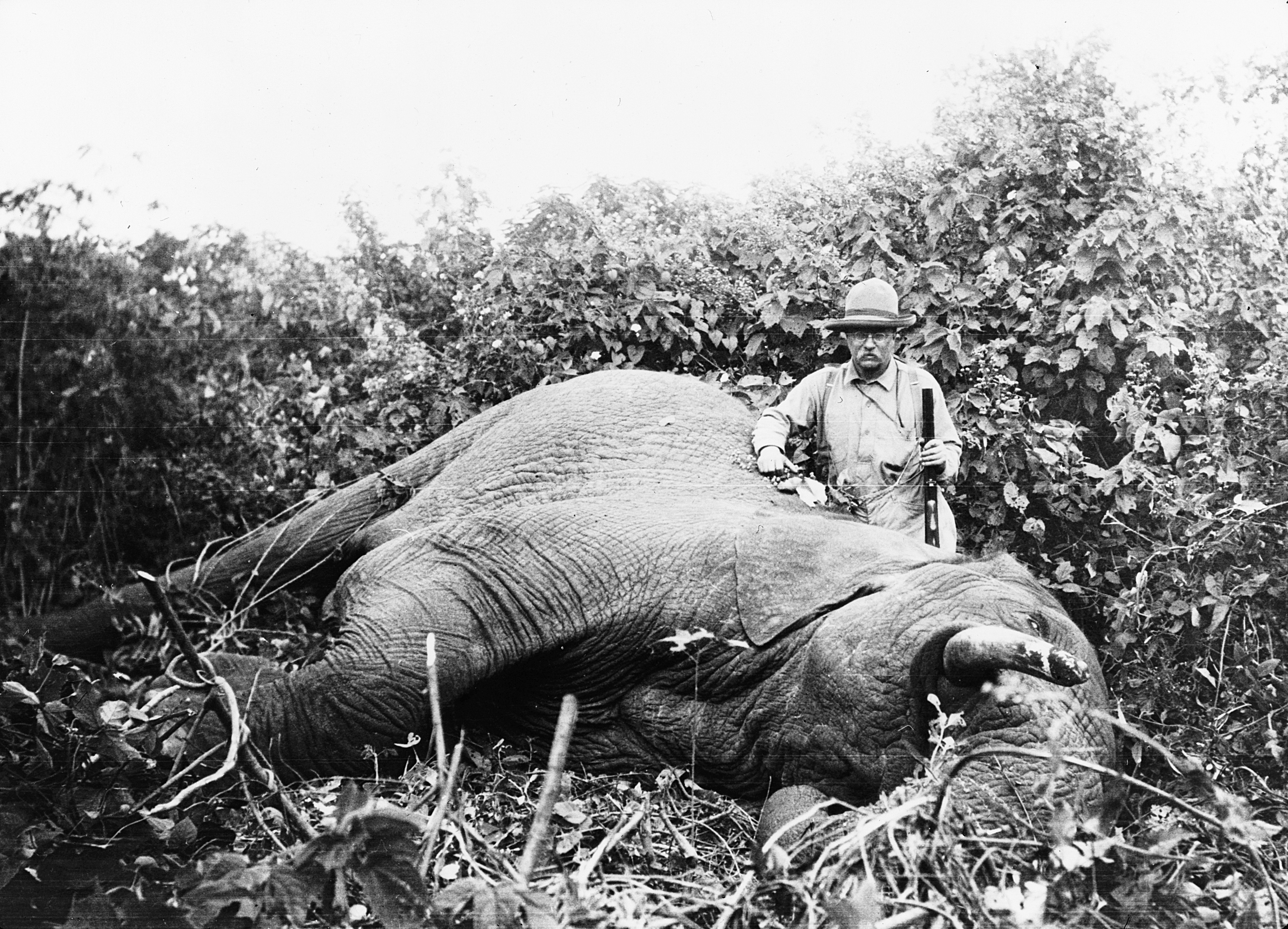
Safari 1909: Theodore Roosevelt med skjuten elefant. Översättningen av en av Roosevelts reseskildringar introducerade ordet safari i svenska språket.

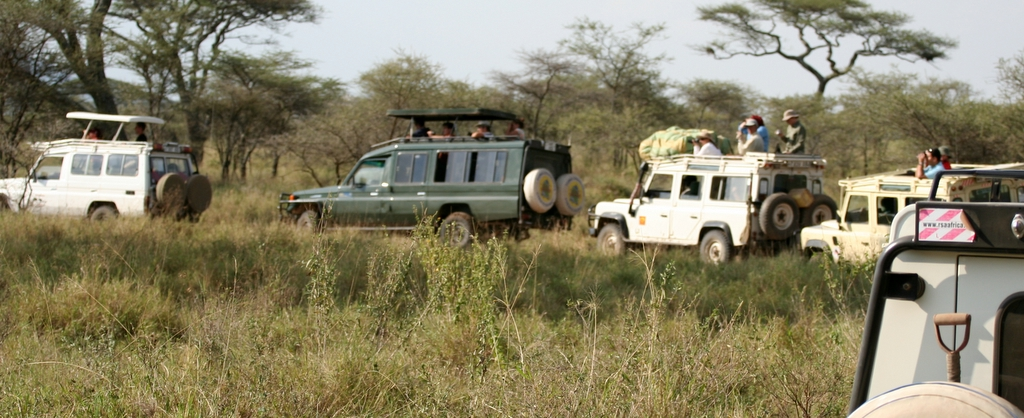
Safari idag: turister med kamera.

Safari (swahili för "resa", ytterst från det liktydiga arabiska: safarījah) är en vildmarksexpedition. Den ursprungliga formen av safari syftade på storviltsjakt på östra och södra Afrikas savanner. Idag tar man oftast del av en safari för att uppleva och fotografera vilda djur eller själva naturen. Det finns också safari på andra platser, till exempel valsafari och bäversafari, och dagens safarier är mer kopplade till sightseeing till (av turisten) outforskade platser.

## Etymologi
Det första användandet av ordet safari på svenska skedde i översättningen av Theodore Roosevelts bok På afrikanska jaktstigar. En jägares och naturforskares berättelse om sina ströftåg i Afrika (1910). Ordet användes då både för själva jaktexpeditionen och (det inhyrda) manskapet vid expeditionen. 1930 användes ordet även i betydelsen grupp vilda djur ("safari av lejon").
Ordet kom till svenskan via engelskan, där först brukades under sent 1800-tal. Ibland sägs den berömde brittiske upptäcktsresanden Sir Richard Francis Burton ha varit den som först spred den engelska användningen av ordet. Ordet kommer från swahili-ordet safari, som betyder "lång resa". Det härrör ursprungligen från arabiskans سفرية (safarījah) med betydelsen "en resa". "Att resa" heter på swahili kusafiri, och ordet för själva resan är safari. De orden kan användas för alla slags resor, oavsett om det är med buss, färja eller jeep.

## Historia
1836–1837 ledde William Cornwallis Harris en lång expedition med det enda syftet att observera och beskriva naturlivet och landskapet. Expeditionen ägde rum i Sydafrika och tog ressällskapet från Kapstaden till västra delen av Transvaal. Harris etablerade den tidiga safarimodellen med en lätt och tidig morgonresa, en lång dagsvandring, eftermiddagsvila och en avslutning med en formell middag och historieberättande beledsagat med drinkar och tobak.

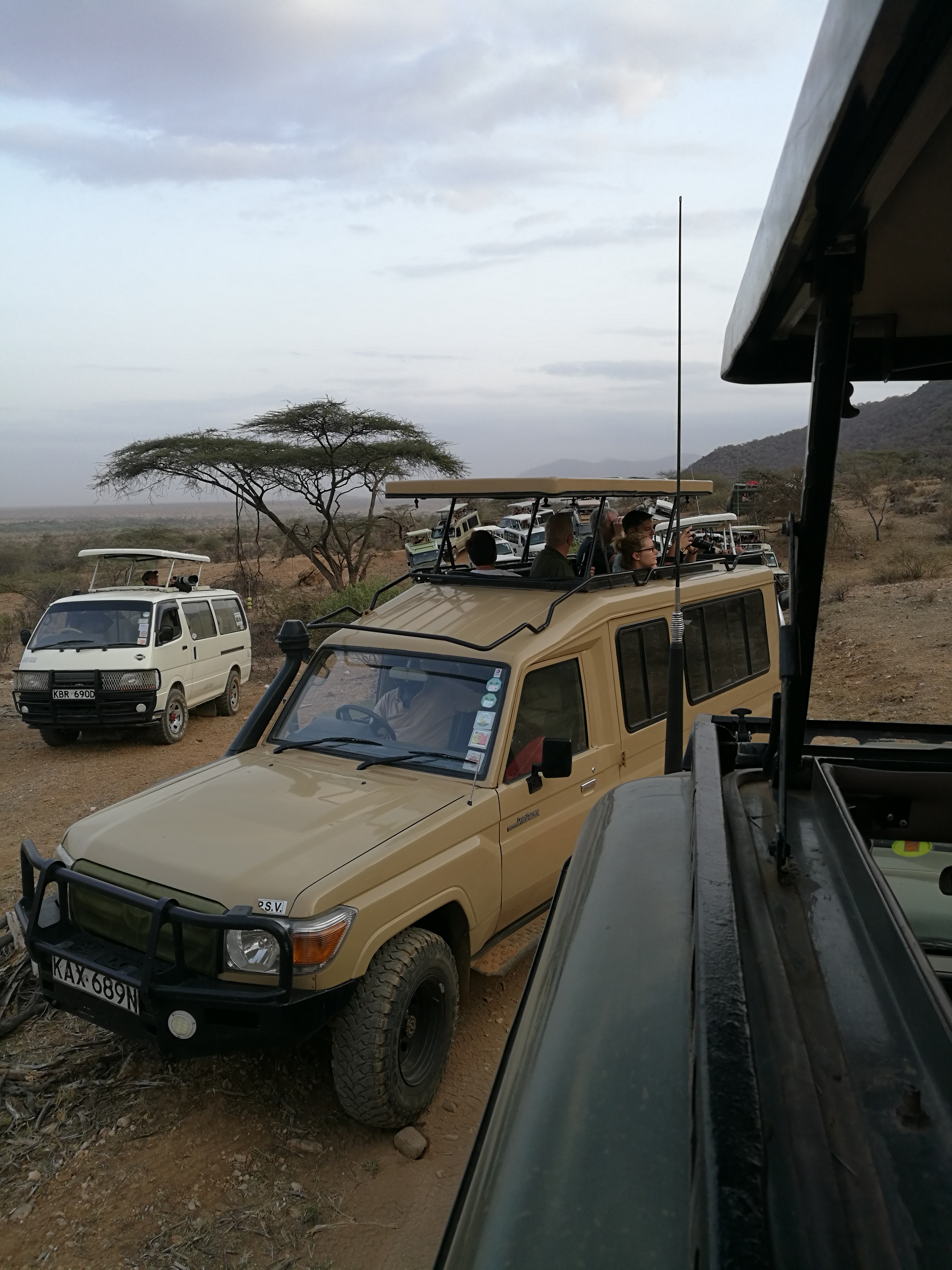
Safaribil i Kenya.

### I litteratur och på film
Jules Vernes första roman Fem veckor i en ballong (1863) och Henry Rider Haggards första roman Kung Salomos skatt (1885) beskrev båda två engelska resenärer ute på safari. Dessa båda bästsäljare inspirerade fler författare till äventyrsböcker med safariinslag.
Safarier har även synts flitigt på bioduken. Ett av de första exemplen syntes i den amerikanska äventyrsfilmen Trader Horn (1931), och begreppet användes bland annat i filmer med Tarzan och Djungel-Jim. Safarifilmsgenren parodierades i Bob Hopes komedier Road to Zanzibar (1941) och Call Me Bwana (1963).

### Modern safari, fotosafari
Dagens afrikanska safarier är något annat än de tidiga utforskarnas och kolonialisternas jaktutflykter. Turismen är idag en viktig industri i många öst- och sydafrikanska länder och vissa regioner viktigare än jordbruk och andra traditionella näringsgrenar. I bland annat Tanzania, Kenya, Botswana, Zambia, Namibia, Uganda, Sydafrika, Demokratiska republiken Kongo och Zimbabwe arrangeras safarier med guide, mobila safarier, vandringssafarier och safarier där man flygs in till vildmarken. Där finns också mer nischade koncept med safarier på elefant, flodsafarier, primatsafarier, hästrittssafarier, safarier via ballong och safarier för rörelsehindrade. Safarier är en form av ekoturism där allmänheten kan lära sig om ekosystem och djurliv i exempelvis Afrika eller Australien.
Idag är storviltsjakt en mindre vanlig syssla för gemene man. Däremot är fotograferandet del av de flesta turisters resor till främmande platser. Utflykter i naturen med medhavd kamera är vanliga, och ibland används förtydligandet fotosafari. I överförd betydelse används begreppet fotosafari ibland för organiserade fotoexpeditioner även i stadsmiljöer. Ordet används även för fotoutflykter inom Wikipedia-rörelsen.

## Relaterade begrepp
Safari förknippas ofta med vissa begrepp och kläder, liksom med färgen khaki. På svenska finns ord som safariskjorta (1920) och safaristol (1947), liksom safarihatt och safarihjälm (tropikhjälm). Safaripark är en djurpark som så långt möjligt efterliknar en afrikansk savann, och där man i regel färdas med bil bland djuren.